# Zee TV
Zee TV ist ein indischer Fernsehsender, dessen Programme über Kabel und Satellit verbreitet werden. Betreiber ist Zee Entertainment Enterprises in Mumbai. Ein 2016 gestarteter deutscher Ableger namens Zee.One konnte sich nicht durchsetzen und wurde 2020 eingestellt.
Die Programme sind überwiegend in Hindi sowie in verschiedenen indischen Regionalsprachen. Der Sender startete am 1. Oktober 1992 als erster hindisprachiger Kabelsender in Indien. Außer in Indien werden die Programme auch in die Kabelnetze verschiedener andere Länder in Asien, Europa, USA und Südafrika eingespeist.